# Ousman Koli
Ousman Koli, gambijski nogometaš, * 18. oktober 1988, Bakau, Gambija

## Življenjepis
Svojo profesionalno nogometno kariero začel s 16 leti pri gambijskem prvoligašu Steve Biko FC. Koli je gambijski nogometni reprezentant, ki lahko igra v zvezni vrsti ali kot branilec. Najbolj mu ugaja položaj zadnjega vezista.Pred tem je igral v štirih slovenskih klubih, zbral je 5 nastopov v 1.SNL za Triglav ter 56 drugoligaških nastopov, kjer je zabil dva gola. Bosanski klub iz okolice Doboja je bil njegov skupno deseti profesionalni klub. 
Poleti leta 2005 je Gambija gostila kadetsko prvenstvo Afrike (U17) in ga tudi osvojila, ko so z 2:1 v finalu premagali Gano. Tedaj je na domačih tleh za reprezentanco igral tudi Koli.

### Zasebno
Poročen je bil s slovenko Nejo in 30. junija 2010 se jima je rodil sin Njogu Dia. Živi v Ljubljani in ima svojo nogometno agencijo pod imenom OK SPORT MANAGMENT AGENCY ter svoj nogometni klub v Gambiji.

## Klubska kariera
| Sezona    | Klub                    | Država               | Liga | Nastopov | Golov |
| --------- | ----------------------- | -------------------- | ---- | -------- | ----- |
| 2016-17   | Mladost Doboj Kakanj    | Bosna in Hercegovina | I    | 5        | 0     |
| 2015      | Mosta                   | Malta                | I    | 11       | 0     |
| 2013-2014 | NK Ankaran              | Slovenija            | II   | 32       | 1     |
| 2013      | Muktijoddha Shangsad KC | Bangladeš            | I    | 10       | 0     |
| 2012-2013 | Mohammedan Dhaka        | Bangladeš            | I    | 12       | 0     |
| 2012      | Triglav Kranj           | Slovenija            | I    | 5        | 0     |
| 2011-2012 | Šenčur                  | Slovenija            | II   | 15       | 1     |
| 2010-2011 | Radomlje                | Slovenija            | II   | 9        | 0     |
| 2009-2010 | Red Star Saint-Ouen     | Francija             | III  | 18       | 0     |
| 2010–11   | Steve Biko FC           | Gambija              | I    | 91       | 4     |